# جون د. بيترسن
جون د. بيترسن (بالإنجليزية: John D. Petersen)‏ هو كيميائي أمريكي، ولد في 21 نوفمبر 1947 في لوس أنجلوس في الولايات المتحدة.

## وصلات خارجية
- جون د. بيترسن على موقع إن إن دي بي (الإنجليزية)